# 背面进攻
背面進攻是有機化學的名詞，是指親核試劑攻擊碳正离子時，從離去基團的背面攻擊。通常在於双分子亲核取代反应中出現。

## 過程
親核試劑背面進攻連著碳陽離子的離去基團，開始雙分子親核取代反應，出現了碳五鍵的過渡態，這為反應的速率控制步驟。後來離去基團離開，反應完成。

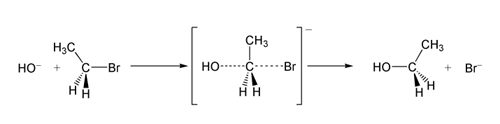
氢氧根离子背面進攻溴乙烷的溴原子，发生S_{N}2生成乙醇和溴离子，

若果該碳是具有手性，則會發生構型翻轉。